# Hemilepistus cristatus
Hemilepistus cristatus är en kräftdjursart som först beskrevs av Gustav Budde-Lund 1879.  Hemilepistus cristatus ingår i släktet Hemilepistus och familjen Trachelipodidae. Inga underarter finns listade i Catalogue of Life.